# Miranda (film)
|  | Denne artikel er oprettet af botten Steenthbot ud fra en ekstern database. Den kan derfor have sproglige fejl eller mangler. Denne skabelon kan fjernes efter kontrol af indholdet. |

 For alternative betydninger, se Miranda. (Se også artikler, som begynder med Miranda)
Miranda er en dansk kortfilm fra 1997 instrueret af Margrèt Gústavsdóttir og Thomas Eikrem efter deres manuskript.

## Handling
Ti scener fra barndommen til modenheden. De handler om ikke at fortryde, at lære af sine erfaringer, at få det bedste ud af det. "Det der ikke dræber mig, kan kun gøre mig stærkere." Vi følger hovedpersonens første oplevelser med voksenseksualitet, teenageeksperimenter med alkohol og stoffer, mødet med det andet køn i alle dets afskygninger.